# Wielkie nadzieje (miniserial 2011)
Wielkie nadzieje (ang. Great Expectations) – brytyjski miniserial telewizyjny, zrealizowany w 2011 roku, na podstawie powieści Karola Dickensa pod tym samym tytułem.
Serial otrzymał liczne nagrody i nominacje, w tym między innymi nagrody Emmy i BAFTA.

## Obsada
- Ray Winstone jako Abel Magwitch
- Gillian Anderson jako panna Havisham
- David Suchet  jako  Jaggers
- Douglas Booth  jako Philip Pirrip (Pip)
- Mark Addy  jako wuj Pumblechook
- Frances Barber  jako pani Brandley
- Tom Burke jako Bentley Drummle
- Charlie Creed-Miles  jako sierżant
- Shaun Dooley jako Joe Gargery
- Oscar Kennedy as Pip, w dzieciństwie
- Vanessa Kirby  jako Estella
- Harry Lloyd jako Herbert Pocket
- Susan Lynch jako Molly
- Izzy Meikle-Small jako Estella, w dzieciństwie
- Paul Rhys  jako Compeyson/Denby
- Paul Ritter jako John Wemmick
- Jack Roth jako Dolge Orlick
- Claire Rushbrook jako pani Joe
- Perdita Weeks jako Clara